# Ершов, Виктор Егорович
Виктор Егорович Ершов (1924—1944) — красноармеец Рабоче-крестьянской Красной армии, участник Великой Отечественной войны, Герой Советского Союза (1965).

## Биография
Виктор Ершов родился в 1924 году в посёлке Чёрмоз Уральской обласи РСФСР (ныне — город в Пермском крае). Окончил девять классов школы. В октябре 1942 года добровольно пошёл на службу в Рабоче-крестьянскую Красную армию. С 1943 года — на фронтах Великой Отечественной войны. К январю 1944 года красноармеец Виктор Ершов был наводчиком станкового пулемёта 115-го кавалерийского полка 8-й кавалерийской дивизии 6-го гвардейского кавалерийского корпуса 13-й армии 1-го Украинского фронта. Отличился во время освобождения Волынской области Украинской ССР.
28 января 1944 года два эскадрона 115-го полка переправились через реку Стырь в районе села Козлиничи и захватили господствующую высоту, после чего отражали контратаки превосходящих сил противника. Когда у противотанковых ружей кончились снаряды, пулемётчики Виктор Ершов и Нематжан Хакимов обвязались гранатами и бросились под два танка «Тигр», уничтожив их ценой собственной жизни. Действия Ершова и Хакимова способствовали успешному удержанию высоты. Ершов был первоначально похоронен на месте боя, после войны перезахоронен в братской могиле в селе Старый Чарторийск.
Лишь в 1963 году военный комиссар Волынской области представил Ершова и Хакимова к званию Героя Советского Союза.
Указом Президиума Верховного Совета СССР от 6 мая 1965 года за «образцовое выполнение боевых заданий командования на фронтах борьбы с немецко-фашистскими захватчиками в годы Великой Отечественной войны и проявленные при этом отвагу и геройство» красноармеец Виктор Ершов посмертно был удостоен высокого звания Героя Советского Союза. Также посмертно был награждён орденом Ленина.
На месте подвига Ершова и Хакимова установлен обелиск. В честь Ершова названа улица в Луцке и установлен бюст в Маневичах.